# 塚原亞由子
塚原亞由子，日本女導演、製作人，生於埼玉縣久喜市。個人執導的代表作有《夜行觀覽車》、《為了N》、《UNNATURAL》等以推理題材為主的電視劇，以其特殊的運鏡風格獲得好評。
2014年，以電視劇《為了N》獲得第83回日劇學院賞最佳導演獎。

## 戲劇作品

### 執導

#### 電視劇
- 《砂時計》（TBS，2007年）
- 《最喜歡你!!》（TBS，2008年）
- 《我要上太空》（NHK，2009年）
- 《三代目明智小五郎 ～今日も明智が殺される～》（WOWOW，2010年）─兼任製作人
- 《CO 移植協調者（日语：CO 移植コーディネーター）》（NHK，2011年）─兼任製作人
- 《Last money（日语：ラストマネー -愛の値段-）》（NHK，2011年）─兼任製作人
- 《夜行觀覽車》（TBS，2013年）
- 《無名毒》（TBS，2013年）
- 《Limit 界限》（東京電視台，2013年）─兼任製作人
- 《今夜只想擁抱心（日语：今夜は心だけ抱いて#テレビドラマ）》（NHK BS Premium，2014年）
- 《愛麗絲之棘》（TBS，2014年）
- 《為了N》（TBS，2014年）
- 《Second Love》（朝日電視台，2015年）
- 《Mother Game～她們的階級～》（TBS，2015年）
- 《拿破崙之村》（TBS，2015年）
- 《婚禮前的日子》（TBS，2015年）
- 《我不是無法結婚，是不婚》（TBS，2016年）
- 《重版出來！》（TBS，2016年）
- 《砂之塔〜知道太多事情的鄰居》（TBS，2016年）
- 《反轉》（TBS，2017年）
- 《UNNATURAL》（TBS，2018年）[3]
- 《與不是A的你（日语：Aではない君と）》（東京電視台，2018年）[4]
- 《中學聖日記》（TBS，2018年）[5]
- 《法庭女王》（TBS，2019年）
- 《Grand Maison東京》（TBS，2019年）
- 《MIU404》（TBS，2020年）[6]
- 《為你着迷》（MBS，2021年）
- 《打扮的戀愛是有理由的》（TBS，2021年）
- 《最愛》（TBS，2021年）
- 《石子與羽男》（TBS，2022年）
- 《下剋上球兒》（TBS，2023年）
- 《海中沉睡的鑽石》（TBS，2024年）
- 《THE ROYAL FAMILY》（TBS，2025年）

#### 電影
- 《在咖啡冷掉之前》（東寶，2018年）
- 《我的幸福婚約》（東寶，2023年）
- 《LAST MILE：全面引爆》（東寶，2024年）
- 《Grand Maison巴黎》（東寶，2024年）
- 《1ST KISS》（東寶，2025年）

### 製作
- 《理由》（2012）
- 《獵捕史奈克（日语：スナーク狩り (宮部みゆき)#2012年）》（2012）
- 《Level 7（日语：レベル7 (宮部みゆき)#2012年版）》（2012）

## 獎項
- 2014年第83回日劇學院賞最佳導演獎：《為了N》
- 2018年第96回日劇學院賞最佳導演獎：《UNNATURAL》
- 2018年東京國際戲劇節最佳導演獎：《UNNATURAL》
- 2019年第103回日劇學院賞最佳導演獎：《Grand Maison東京》
- 2021年第110回日劇學院賞最佳導演獎：《最愛》
- 2022年第113回日劇學院賞最佳導演獎：《石子與羽男-這種事能告嗎？-》
- 2023年第118回日劇學院賞最佳導演獎：《下剋上球兒》
- 2024年第49回報知電影獎最佳導演獎《最後的里程》
- 2024年第122回日劇學院賞最佳導演獎：《海中沉睡的鑽石》

## 外部連結
- 塚原亞由子在互联网电影资料库（IMDb）上的資料（英文）
- TBS SPARKLE｜CREATORS （页面存档备份，存于）